# Okres Kalocsa
Okres Kalocsa (maďarsky Kalocsai járás) je okres v Maďarsku v župě Bács-Kiskun. Jeho správním centrem je město Kalocsa.

## Sídla
V okrese se nachází celkem 21 měst a obcí
Města
- Hajós
- Kalocsa
- Solt

Městyse
- Dunapataj
- Harta

Obce
- Bátya
- Drágszél
- Dunaszentbenedek
- Dunatetétlen
- Dusnok
- Fajsz
- Foktő
- Géderlak
- Homokmégy
- Miske
- Ordas
- Öregcsertő
- Szakmár
- Újsolt
- Újtelek
- Uszód